# Anica Gartner
Anica Gartner, slovenska pisateljica in pesnica, * 1. avgust 1905, Sv. Lenart, † april 2003, Jarčje Brdo.

## Življenjepis
Anica Gartner roj. Tavčar se je rodila kot najmlajša izmed trinajstih otrok. Osnovno šolo je obiskovala pri Sv. Lenartu, kasneje si je želela postati medicinska sestra, a denarja za šolanje ni bilo, zato je kot najmlajši otrok ostala doma pri starših. Že v dekliških letih je pisala pesmi, veliko brala in pela v cerkvenem pevskem zboru. 
Ko je bil stara 24 let se je poročila z Janezom Gartnerjem na veliko kmetijo na Jarčjem Brdu. Zaradi rekvizicij je bila po vojni kmetija osiromašena. Mož Janez pa je umrl mesec dni pred osvoboditvijo.
Objavljati je začela šele, ko je bila stara 60 let. Pisala je za v Kmečki glas, v prilogo Pisana njiva, leta 1974 je objavila prvo daljše knjižno delo Požgana kmetija, tri leta pozneje pa še knjigo Obnova. Obe deli je izdalo in zaločilo ČZP Kmečki glas. 2. del slednje knjige je bil nasilno korigiran s strani uredništva. Med besedilo so vrinili partijska gesla in hvalisanje, saj jih je motilo, da je v tem delu prikazan kmet, kot zapostavljen in drugorazredni državljan. Avtorica se je na to pritožila, a so ji odgovorili, da brez tega knjiga ne more iziti. Po tem dogodku je z založbo prekinila stike.
Po tem je pisala bolj zase in malo objavljala. Leta 1995 je objavila nekaj svojih del v Loških razgledih in Utrinkih s Starega vrha.